# IC 345
IC 345 је лентикуларна галаксија у сазвјежђу Еридан која се налази на листи објеката дубоког неба у Индекс каталогу.
Деклинација објекта је - 18° 18' 52" а ректасцензија 3h 41m 9,1s. Привидна величина (магнитуда) објекта IC 345 износи 13,7 а фотографска магнитуда 14,6. IC 345 је још познат и под ознакама ESO 548-74, MCG -3-10-32, NPM1G -18.0146, PGC 13552.